# Epirhyssa xanthostigma
Epirhyssa xanthostigma là một loài tò vò trong họ Ichneumonidae.